# Міхельбах (Альтенкірхен)
Міхельбах (нім. Michelbach) — громада в Німеччині, розташована в землі Рейнланд-Пфальц. Входить до складу району Альтенкірхен. Складова частина об'єднання громад Альтенкірхен.
Площа — 4,41 км2. Населення становить 547 ос. (станом на 31 грудня 2020).

## Галерея

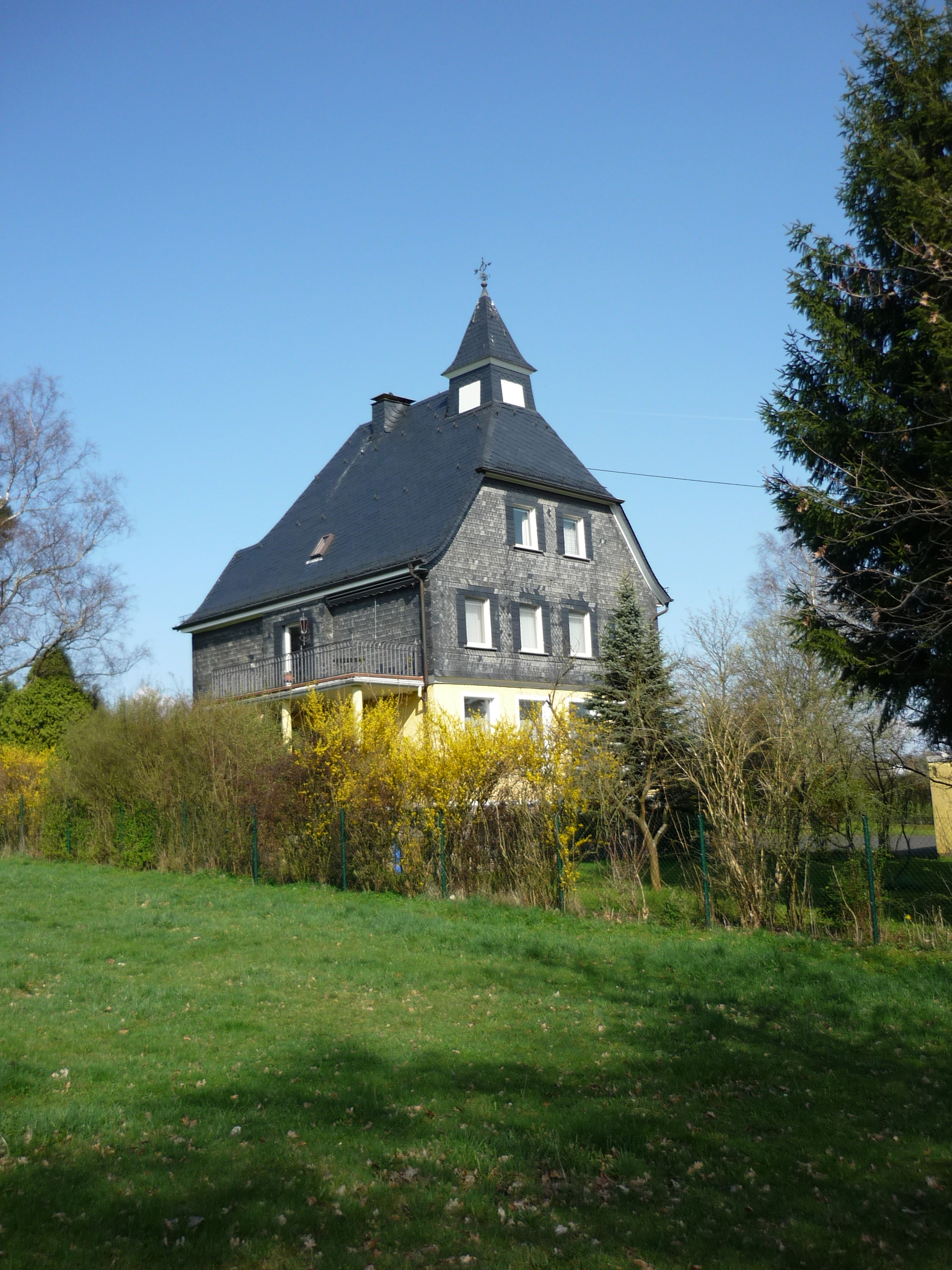
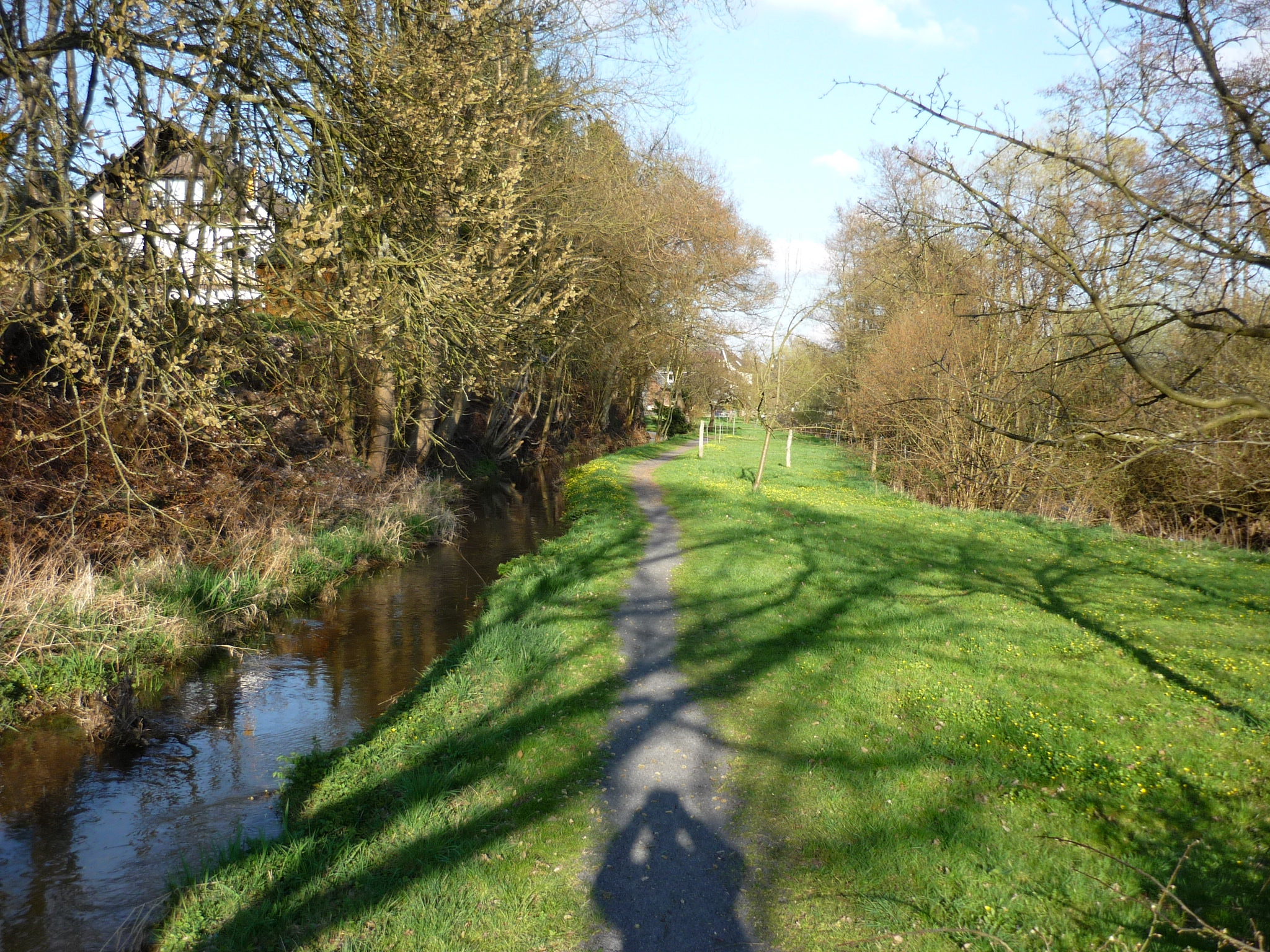
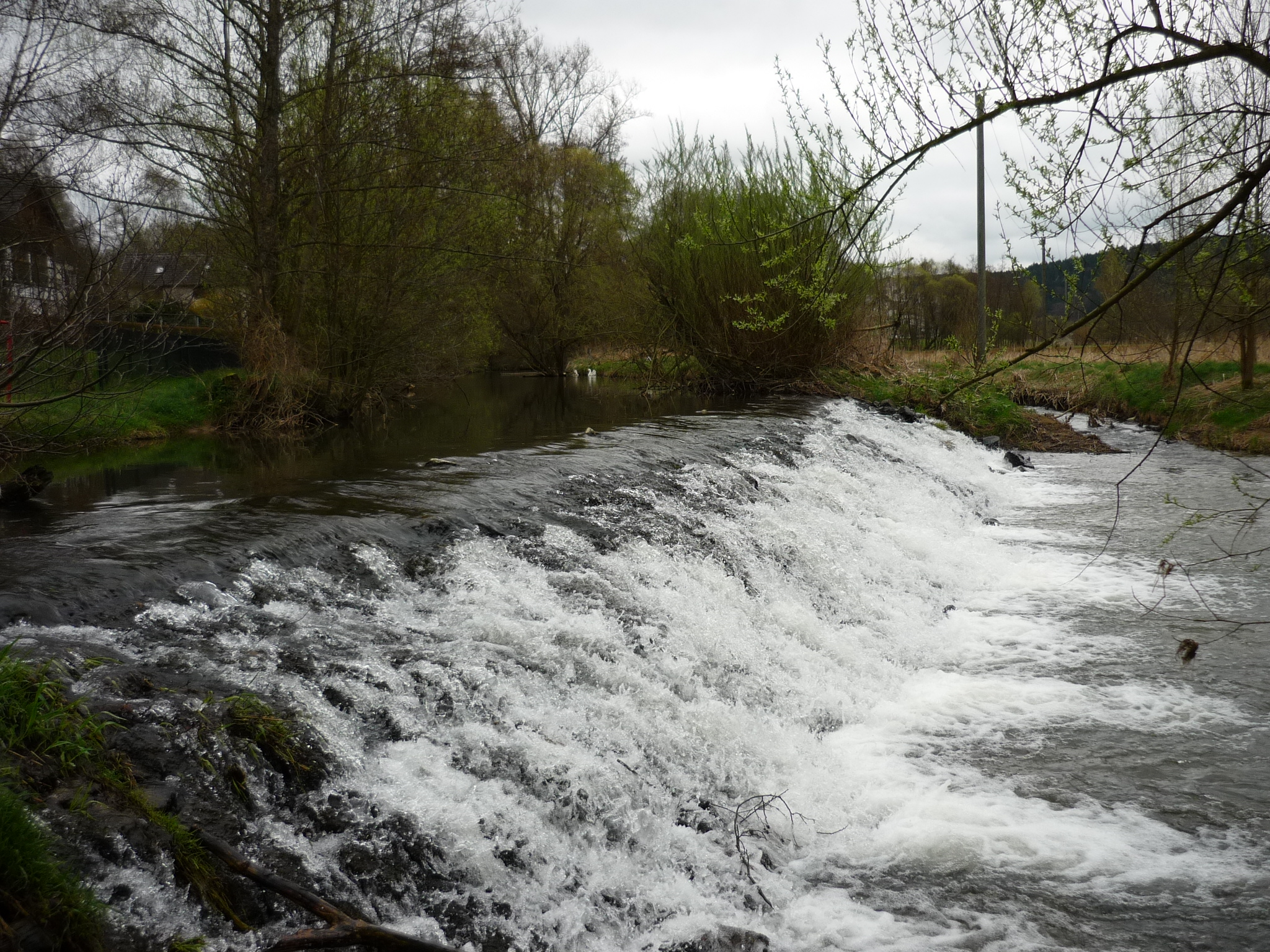
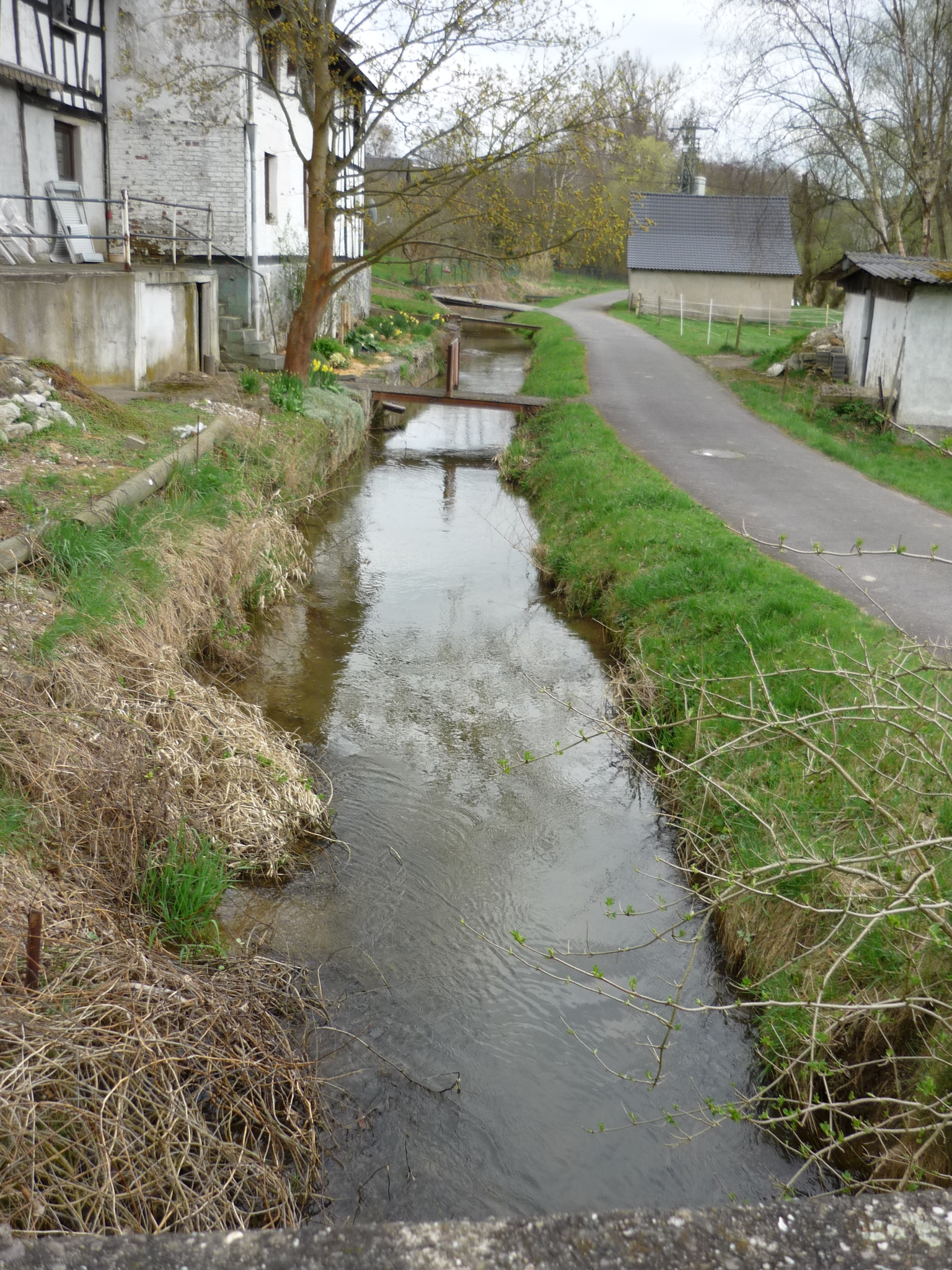
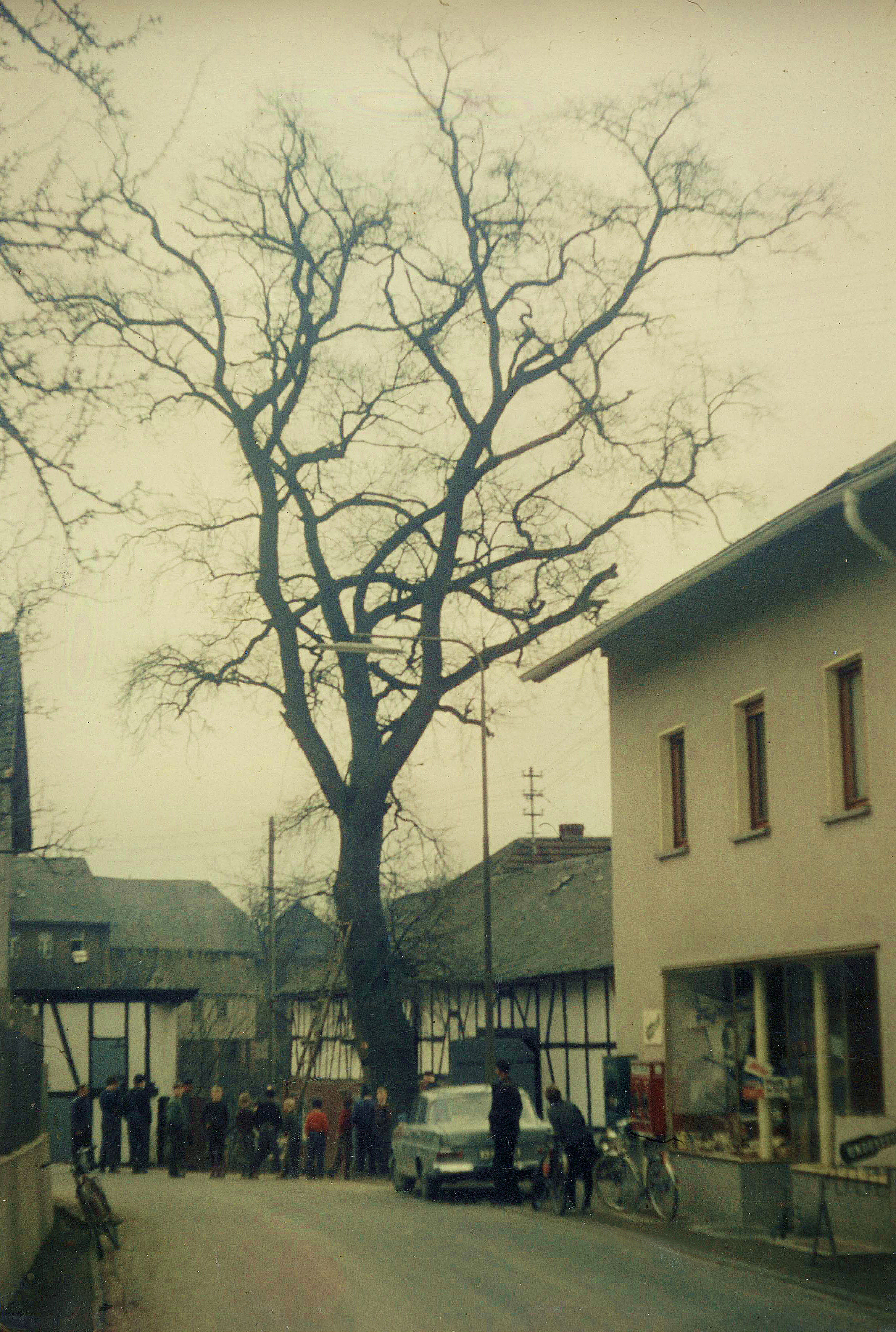